# Ron Cockerill
Ronald "Ron" Cockerill (28 februari 1935 - 4 november 2010) was een Engels voetballer. Cockerill speelde voor Huddersfield Town FC (1955-1958) en Grimsby Town FC (1958-1968).
Ook zijn zonen Glenn en John waren profvoetballer.